# Oldřich a Božena (opera)
Oldřich a Božena (v německé verzi Udalrich und Božena) je historická opera o třech dějstvích českého skladatele Františka Škroupa (op. 19, Plavec 31, rev. verze 32) na libreto českého básníka Josefa Krasoslava Chmelenského. Premiéru měla 14. prosince 1828 v pražském Stavovském divadle. O čtyři roky později Škroup operu přepracoval, libreto přitom upravil a do němčiny přeložil Ferdinand Valentin Ernst. Tato revidovaná verze měla premiéru tamtéž 12. února 1833.

## Vznik a historie díla
Původní libreto k nové české opeře Oldřich a Božena napsal Škroupovi básník Josef Krasoslav Chmelenský bezprostředně po úspěchu Dráteníka (o básníkově úmyslu napsat libreto na námět z české historie se zmiňuje již předmluva k tištěnému textu Dráteníka). Vzniklo v letech 1827-1828 a jednalo se ze strany libretisty i skladatele o záměr značně ctižádostivější a umělecky náročnější. I zde se jednalo o zpěvohru s mluvenými dialogy (singspiel), ale s historicko-romantickou látkou, v níž se sice vyskytovaly komické až fraškovité scény (spojené s Boženiným pošetilým nápadníkem Zlatošem), většina děje však byla vážná.
Premiéra opery se konala v pražském Stavovském divadle 14. prosince 1828 jako Škroupova benefice, s jeho pozdější manželkou Vilemínou Koudelnovou v roli Jarmily. Uvedení ukázalo, že libreto bylo málo dramaticky účinné a Škroupovo zpracování nemohlo jeho slabiny napravit. Líbila se některá čísla a i hrubozrnná komika měla u publika jistý ohlas, celkově však dílo propadlo – konala se jediná repríza (jen o dva roky později se ještě s jednou ze svých árií připomenul tehdejší představitel Oldřicha, Matyáš Podhorský, při jedné ze „všehochutí“ – představení seskládaných z populárních úryvků různých děl). Jednalo se vůbec o první česky zpívanou operu ve Stavovském divadle, která se setkala se zjevným neúspěchem. Neúspěch Oldřicha a Boženy, první původní české vážné opery, měl nepříznivý účinek nejen na Škroupovu další tvorbu pro české divadlo, ale i na rozvoj českého operního života celkově.
Hudba k této verzi opery se nezachovala až na dvě písně, které vyšly tiskem: Jarmilinu smutnou romanci Mne žalost má omráčí a zejména Boženinu píseň Zvolna, vodičko, plyň lučinou, která zlidověla.
Škroup dával neúspěch Oldřicha a Boženy za vinu nevyzrálosti českého zpěvoherního obecenstva a dospěl k přesvědčení, že s vážnou operou může uspět jen v jazyce německém, který navíc otevíral cestu i do jiných divadel. Rozhodl se proto vytvořit na stejný námět novou operu. O text požádal spisovatele Ferdinanda Valentina Ernsta, se kterým již dříve spolupracoval na kouzelné hře Princ a had aneb Amor mezi Amazonkami (premiéra 19. prosince 1829). Ernstův text vycházel z Chmelenského díla jen volně, doslovně byla převzata již mezitím zpopularizovaná Boženina píseň; ta byla také jediným hudebním číslem vzatým na milost z české verze. Prakticky nová opera s názvem Udalrich und Božena byla koncipována s mluvenými dialogy, které však byly v průběhu kompozice zaměněny za recitativy (což bylo pro německou lokální operu té doby ještě poměrně nezvyklé).
Německá verze Oldřicha a Boženy měla premiéru 12. února 1833, při příležitosti narozenín císaře Františka I. Přijetí publikem bylo poměrně příznivé, v následujících dvou a půl letech se dočkala deseti repríz, což bylo na původní novinku vážného zaměření uspokojivé číslo. Z nemalé části se o tento úspěch zasloužila titulní hrdinka v podání Jenny Lutzerové. I kritika byla dosti příznivá, byť upozorňovala na to, že líbivost a zručnost zpracování nebyla provázena dramatickou vyspělostí ani hudební charakterizací postav.
Oldřich a Božena pronikli i za hranice: Škroup byl pozván, aby je provedl ve dvorním divadle v Coburgu (5. října 1835).
Poté opera zapadla. Znovu byla oživena ve druhé polovině 40. let 19. století, kdy ožívaly snahy o zřízení stálého českého divadla. K tomu byl ovšem třeba původní repertoár různých žánrů včetně oboru vážné opery. Na vyzvání Škroupa proto Josef Kajetán Tyl pečlivě přeložil Ernstovo německé libreto o češtiny (z původního textu Chmelenského byla využita jen Boženina píseň). Premiéra nového českého znění se konala 31. října 1847 za řízení skladatele (jinak česká představení, která se konala vždy jako odpolední, dirigoval druhý kapelník Jan Nepomuk Škroup). Následovaly však jen jedna plná repríza.
Od té doby nebyla opera Oldřich a Božena uvedena. V roce 1940 se uvažovalo o novém uvedení některé se Škroupových oper v pražském Národním divadle. Rozhodovalo se mezi Oldřichem a Boženou a Kolumbem, rozhodnutí padlo ve prospěch Kolumba.
Autograf druhého znění partitury se dochoval a je uložen v Českém muzeu hudby.

## Charakteristika díla
Původní Chmelenského libreto bylo několikanásobně odvozené. Opíralo se o hru Václava Klimenta Klicpery Božena, která zase vycházela ze stejnojmenné balady Pavla Josefa Šafaříka. Látka samá byla známa zejména z Dalimilovy kroniky a Hájkovy kroniky. Chmelenský napsal libreto velmi poetickým jazykem v časoměrném systému, jehož byl příznivcem a o jehož hudebním účinku byl přesvědčen (časomíra se vyskytuje již ve Dráteníkovi). Z dramatického hlediska je však toto libreto velmi slabé. Vlastní étos příběhu i hlavní postavy jsou nevýrazné; podle Škroupova životopisce J. Plavce Chmelenský „nedovedl výrazně zachytiti ani ústřední myšlenku hry, natož ji působivě propracovati“. S malým dramatickým využitím hlavního příběhu kontrastuje neorganické zapojení dvorských intrik, nesouvisející vedlejší milostná zápletka Jarmily a Miletína a triviální fraškovitost postavy Zlatoše.
Ernstovo libreto je dramaticky propracovanější a má efektnější „velkooperní“ scény, přináší však další zahuštění vedlejších zápletek a dějových motivů, jejichž motivace je chatrná.
Z první, české verze Oldřicha a Boženy se zachovaly jen dvě písně, nadto tištěné v úpravě pro amatérské využití. O jejím hudebním obsahu si proto nelze udělat přesný obraz, ale nacházela se na cestě mezi Dráteníkem a zachovanou německou verzí.
Druhá verze je jako první Škroupova opera formálně prokomponovaná, i když recitativy byly zjevně dopsány dodatečně a jsou jen nejběžnějšího typu, takže základní struktura číslové opery zůstává nedotčena. Škroupovo skladatelské nadání v u této opery nejlépe dokládá předehra. Hlavním vzorem mu byla německá romantická opera (kritika zmiňuje Weberova Čarostřelce), ale jsou zde zastoupeny i prvky ukazující na italskou operu belcantové koloratury a v ansámblech lze rozeznat vliv právě nastupující velké opery, z níž zejména Němá z Portici měla v počátkem 30. let 19. století v Praze nesmírný ohlas.

## Osoby a první obsazení

### První verze
| osoba                       | hlasový obor | premiéra 1. verze (14.12.1828) |
| --------------------------- | ------------ | ------------------------------ |
| Oldřich, kníže české        | baryton      | Matyáš Podhorský               |
| Hořín, hrabě borovské       | bas          | Karel Strakatý                 |
| Jarmila, jeho dcera         | soprán       | Vilemína Koudelková            |
| Miletín, hrabě klecanské    | baryton      | Jan Nepomuk Drska              |
| Zdislav, starý vladyka      | bas          | Vilém Grau                     |
| Domarád, rolník             | bas          | Ignác Illner                   |
| Božena, jeho dcera          | soprán       | Kateřina Podhorská             |
| Zlatoš, selský synek        | tenor        | Josef Svoboda                  |
| Otík, Oldřichův zbrojnoš    | tenor        | Rudolf Šimek                   |
| Protiva, Oldřichův zbrojnoš | baryton      | Havlíček                       |
| Dirigent: František Škroup  |              |                                |

### Druhá verze
| osoba                                       | hlasový obor | premiéra 2. verze (12.2.1833) |
| ------------------------------------------- | ------------ | ----------------------------- |
| Udalrich (Oldřich), vévoda český            | tenor        | Jan Nepomuk Drska             |
| Hrabě Ronow (pán Ronov z Ronova)            | bas          | Josef Kainz                   |
| Ladka (Ládka), jeho dcera                   | soprán       | Pittner                       |
| Milota, jeho syn                            | tenor        | Josef Alois Prokop            |
| Smilo (Smil)                                | tenor        | Rudolf Šimek                  |
| Hrabě Borowin (vladyka Borovín)             | baryton      | Matyáš Podhorský              |
| Hrabě Schwihowa (vladyka Švihovský)         | bas          | Vilém Grau                    |
| Hrabě Richnowsky (vladyka Rychnovský)       | …            | Václav Schmiller              |
| Howar von Lipka (Hovora z Lipky)            | …            | Václav Hametner               |
| Knížecí šašek                               | …            | Spiro                         |
| Miloslaw (Miloslav), lovec hraběte Borowina | bas          | Ignác Illner                  |
| Domarod, sedlák                             | bas          | Karel Strakatý                |
| Samoborka, jeho žena                        | mezzosoprán  | Antonie Schikaneder           |
| Božena, její dcera                          | soprán       | Jenny Lutzer                  |
| První knížecí zbrojnoš                      | …            | Růžička                       |
| Druhý knížecí zbrojnoš                      | …            | Nikolai                       |
| Třetí knížecí zbrojnoš                      | …            | Krakora                       |
| Knížecí sluha                               | …            | Laudil                        |
| Dirigent: František Škroup                  |              |                               |

## Děj opery (1. verze)

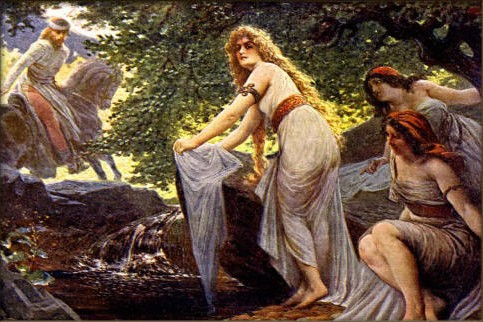
Setkání knížete Oldřicha a Boženy. Obraz Adolfa Liebschera.

### 1. dějství
(Divoká krajina s Domorádovou chalupou a potokem v popředí) Božena pere prádlo. Ačkoli si přitom zpívá (Zvolna, vodičko, plyň lučinou), je zamyšlená a melancholická. Z povzdálí je slyšet zpěv lovců knížete Oldřicha. Domorád se zastaví u dcery a ptá se jí na důvod jejího smutku, ale ta sama neví. Přidruží se k nim selský synek Zlatoš, „skvostně, ale potřeštěně oblečen“, který se přichází ucházet o Boženu. Chválí sama sebe, zejména pro své bohatství, a prostomyslně prozrazuje Boženě i Domorádovi, že mu matka radila vzít si chudou nevěstu, protože „s chudou netřeba služky více, dvě potřebuje bohatá“. „Nevěsta“ i její otec jsou takovým namlouváním pobaveni.
Rozhovor přeruší dva Oldřichovi družiníci, Otík a Protiva, kteří Zlatoše donutí, aby je dovedl na blízký hrad hraběte Hořína a navíc jim posloužil jako nosič. Vylekaný a vzpírající se Zlatoš je odveden a Božena se nakrátko vrací k práci. Vzápětí dorazí zbytek lovců v čele s Oldřichem a jeho pobočníkem Miletínem. Setkání Oldřicha a Boženy je jen krátké – dívka lovcům ukáže cestu k Hořínovu hradu – ale kníže je okouzlen.

### 2. dějství
(Veliká zahrada na Vyšehradě) Na Vyšehrad se scházejí vladykové z celé země na zvláštní sněm, který svolal kníže Oldřich. Objeví se tu i Zlatoš, jemuž se nyní mezi zbrojnoši líbí: „nést jako osel“ se mu nezamlouvalo, zato „pít jako osel“ je něco jiného. Rozjařeně vykládá Otíkovi a Protivovi o své nevěstě Boženě.
Když všichni odejdou, přichází dcera hraběte Hořína Jarmila, hořekující žalem (Mne má žalost omráčí!). Setkává se se svým milým Miletínem a vysvětluje mu důvod svého smutku: její ctižádostivý otec si usmyslil, že ji provdá za knížete Oldřicha. Miletín jí radí, aby důvěřovala v jeho lásku a v přízeň knížete. Poté hovoří Jarmila se svým otcem. Hrabě Hořín nebere ohled na její stížnosti a už se vidí Oldřichovým tchánem.
Kníže vysílá Miletína s tajným posláním. Poté vítá Hořína s Jarmilou na Vyšehradě. Oklikou se u hraběte přimlouvá za Miletína jako ženicha pro Jarmilu, Hořín to ale pochopí tak, že zájem o dceru má sám kníže.
Scházejí se i další vladykové. Lid Oldřichovi provolává slávu a Oldřich mu za to děkuje. Vladykové ale mají jednu žádost: „dej z kmenu tvého zemi panovníka, dej zemi kněžnu“. Oldřich slibuje, že tuto prosbu vyslyší. Toto prohlášení přivítají všichni (vyjma Jarmilu) s jásotem.

### 3. dějství
(Veliká sněmovna na Vyšehradě) Slavnostní sněm je zahájen chvalozpěvem na knížete. Ústy starého velmože Zdislava shromážděná česká šlechta žádá znovu knížete, aby si zvolil manželku. Oldřich svoluje, ale sděluje, že jeho nevěsta není z knížecího (tedy cizozemského) rodu. S tím jsou předáci, a zejména Hořín, srozuměni, neboť si to vykládají tak, že si kníže hodlá vybrat nevěstu z řad domácí šlechty. Rádi tedy předem přísahají, že budou Oldřichovu volbu respektovat. Když však Oldřich prohlásí za svou vyvolenou Boženu, dceru rolníka Domoráda, jsou všichni pohoršeni. V nastalé hádce Hořín nejprve vznáší údajné nároky své dcery na knížecího ženicha, ale Jarmila se jich zříká. Pak chce sňatek překazit tím, že se odvolává na své právo nad Boženou jako svojí poddanou. Oldřich se pomalu rozlítí, připomíná předákům jejich přísahu a hodlá prosadit svá knížecí práva.
Napjatou atmosféru rozptýlí Zlatoš, který přibíhá hledat krejčího. Utrhli mu totiž v tlačenici na nádvoří šos parádního kabátu. Zmíněný shon na nádvoří vyvolal příjezd slavnostního průvodu, v němž Miletín přivádí knížeti Boženu. Tak honosným příchodem své nevěsty je Zlatoš sice překvapen, ale potěšen. Shromáždění v čele s Oldřichem vítají novou kněžnu. Boženina „krása milobleská“ i okázalá skromnost na předáky zapůsobí, novou vládkyni přijímají a holdují jí. Oldřich navíc přiměje vzpouzejícího se Hořína, aby svolil ke sňatku Jarmily s Miletínem. Oslavou nového knížecího páru příběh končí.

## Děj opery (2. verze)

### 1. dějství
(1. obraz – Les) Introdukce charakterizovaná lesními rohy uvádí na jeviště loveckou družinu knížete Oldřicha. Jsou v ní mimo jiné vladykové Smil a Milota, i králův šašek. Ve křoví se objeví medvěd a Oldřich jej pronásleduje.
(2. obraz – Světlejší krajina pod Borovínovým hradem) Selská dívka Božena pere prádlo u potoka a zpívá si k tomu nyvou píseň. Nejprve k ní přichází její matka Samoborka, aby ji upozornila, že přichází na námluvy Boženin ctitel sedlák Miloslav. Když se Miloslav objeví, oznamuje zase on příchod svého i Boženina pána hraběte Borovína. Hrabě si Miloslava oblíbil a sám mu přijde dělat námluvčího; jinoch si od toho slibuje, že se mu tak podaří překonat Boženin odpor. A vzápětí je zde sám Borovín. Nařizuje Boženě, aby se vdala za Miloslava, ale ta uctivě, leč rozhodně odmítá. Miloslav, Borovín i Samoborka Boženě hrozí a kárají ji. Když nešťastná Božena osamí, přemítá, zda udělala dobře.
V té chvíli přijíždí kníže Oldřich, Je krásou dívky ihned očarován a i ona, po počátečním váhání a nedůvěře, se do neznámého muže zamiluje. Dívka Oldřichovi vysvětluje, co je důvodem jejích stesků, a kníže jí slibuje ochranu proti Borovínově nátlaku. Rozhovor přeruší příchod Boženina otce Domoráda, který si zpívá píseň o Horymírovi. Božena je v rozpacích, že je přistižena v rozhovoru s cizím mužem. Oldřich žádá Domoráda, aby jej dovedl ke knížecímu týnci, a oba odcházejí následováni loveckou družinou. Na místě zůstane jen Božena, která se beze všeho vzrušení vrací k praní a ke zpěvu své romance.

### 2. dějství
(1. obraz – Lovecký zámeček Oldřichův) Oldřichova družina si zpívá – ale tiše, protože kníže zakázal každý hluk. Šašek se tomu posmívá, ví totiž, že kníže celou noc provzdychal a prý by si od šaška rád půjčil jeho kuklu. Ostatně jsou všichni lidé blázni a každý si rád tu a tam zašaškuje. Přichází Oldřich a posílá všechny pryč až na Milotu, kterému se svěřuje, jak se včera na lovu zamiloval. Již vyslal vladyku Smila, aby povolal hraběte Borovína na Vyšehrad, a je rozhodnut se se selským děvčetem oženit.
Milota je syn hraběte Ronova a bratr Ládky. Ti oba právě přicházejí za Oldřichem. Ládka zpívá náročnou árii o své lásce a bratrovi svěřuje, že se zasnoubila s Borovínem. Šašek se zmiňuje o Borovínově naléhání na Boženin sňatek, což Milota a Ládka špatně pochopí a v žárlivosti slibují Borovínovi pomstu za takovou zradu.
Vrací se Smil a vyřizuje Oldřichovi, že se prý Borovín hodlá dostavit až poté, co se mu podaří donutit jistou selskou děvu ke sňatku. Oldřich je rozlícen a posílá Smila ihned k tomu „tyranovi“ zpět, aby mu zabránil v násilí na Boženě.
(2. obraz – Krajina pod Borovínovým hradem) Samoborka se snaží zadržet muže doma, protože se bojí, že si pán odvede jejich dceru násilím. Domorád přesto odejde na návštěvu k sousedovi. Božena matce vypráví svůj dnešní sen: zdálo se jí, že byla spoutána, ale že ji osvobodil cizinec, jehož včera potkala, a navíc jí daroval zlatý řetěz. Matka dceru varuje před tím, aby si něco začínala s velkými pány: Kdo hledí slunci v tvář, snadno oslepne.
Brzy začne být u Domoráda rušno. Nejprve přiběhne Miloslav, který varuje obě ženy před blížícím se Borovínem a odprošuje Boženu za to, že ji chtěl získat i přes její vůli. Vzápětí vstupuje hrabě a opět nutí Boženu k sňatku s Miloslavem. Božena opět odmítne a hrabě ji dá zadržet. Když se jí zastávají rodiče, rozhoduje se uvěznit i je. Než by to Božena dopustila, je raději ochotna podvolit se pánově vůli, ale Miloslav vynucený sňatek odmítá. Ve chvíli nejvyššího rozrušení přijíždí Smilovo poselstvo s přísným listem, kterým Oldřich povolává Borovína k sobě. Rozhněvaný Borovín prozatím ustupuje. Poselstvo odvádí nic netušící a poněkud znepokojenou Boženu i její rodiče na Vyšehrad.

### 3. dějství
(1. obraz – Knížecí komnata na Vyšehradě) Oldřich o samotě touží po Boženě a obává se, že snad jeho poselstvo přišlo pozdě, Přichází Borovín. Kníže se na něj ihned oboří a ptá se, zda Boženu donutil k sňatku anebo uvěznil. Když zjišťuje, že se nic z toho nestalo, rozradostněn odchází, zanechávaje na scéně nasupeného Borovína. Vrací se šašek, který hraběte upozorňuje na přítomnost Lásky, která prý přijela za knížetem, aby ji utěšil v zármutku – a kníže „utěšuje rád, zejména ženy“. Borovín je ještě více zmaten a rozzuřen než předtím.
Přichází Ládka, Nejprve se s Borovínem navzájem obviňují z nevěry, aby si přece jen vše vyjasnili a skončili v milostném duetu. Upokojení milenci odcházejí.
(2. obraz – Trůnní sál na Vyšehradě) Oldřich vystupuje před shromážděné předáky, provázen Milotou a šaškem. Žehná lásce Ládky a Borovína a zvěstuje, že i on si našel nevěstu, kterou však zdobí jen její ctnosti, a nikoli její rod. Pánové nejprve reptají, proč si Oldřich nevyvolil některou z domácích šlechtičen či cizích kněžen, ale kníže plamenně hájí své právo na osobní volbu. Pánové se ihned omlouvají a Oldřich nechá vstoupit Boženin průvod. Krása a skromnost nové kněžny přesvědčí i šlechtu. Boženini rodiče vladařskému páru žehnají a Oldřich za všeobecného jásotu uvádí Boženu na trůn.

## Nahrávky
- (1968) Oldřich a Božena, předehra. Symfonický orchestr Československého rozhlasu v Praze řídí František Vajnar. Nevydáno.[20]